# 8824 Genta
8824 Genta eller 1988 BH är en asteroid i huvudbältet som upptäcktes den 18 januari 1988 av de båda japanska astronomerna Kazuro Watanabe och Masanori Matsuyama vid Kushiro-observatoriet. Den är uppkallad efter den japanska poeten Genta Yamamoto.
Asteroiden har en diameter på ungefär 11 kilometer och den tillhör asteroidgruppen Dora.